# Likhandkläde
Likhandkläde är en textil som brukas i samband med begravningar då kistan skulle bäras från hemmet till kyrkan.
De var normalt 1 1/2 aln (37 centimeter) breda även om enstaka är ända upp till 60 centimeter i bredd. Längden varierar mellan 265 och 400 centimeter. De är i allmänhet kraftigt vävda för att tåla kistans vikt och dekorerade med hålsöm, fransar eller spets i ändarna. Materialet är så gott som alltid lin. De kan vara helvisa med broderier i rött ullgarn är inte ovanliga. Likhandkläden hör främst till en sydskandinavisk tradition, och har främst förekommit i Skåne och Danmark.
Likhandkläden ingick vanligen inte bland kyrkotextilierna. I stället var de vanligt att de var personliga och ingick i hemgiften.
Sedens ålder är okänd, flera bevarade likhandkläden härstammar sedan 1700-talet och kan spåras tillbaka till den tiden. I bouppteckningarna förekommer de dock oftast enbart under rubriken handkläden vilket gör deras historia svår att spåra. Under slutet av 1800-talet började seden med likhandkläden att försvinna, en av de sista dokumenterade begravningarna då likhandkläden brukades var vid en begravning i Sankt Ibbs nya kyrka 1939.